# Sojuz MS-07
Sojuz MS-07 – misja statku Sojuz do Międzynarodowej Stacji Kosmicznej, która dostarczyła połowę jej 54. i 55. stałej załogi. Był to 90. lot załogowy na MSK i 136. lot kapsuły załogowej z serii Sojuz. 
Start z kosmodromu Bajkonur odbył się 17 grudnia 2017 r. o godzinie 7:21 UTC (13:21 czasu lokalnego) przy użyciu wycofywanej rakiety Sojuz-FG (był to 62. lot tej wersji rakiety). Statek połączył się ze stacją 19 grudnia o godzinie 8:39 UTC, a otwarcie śluzy celem przejścia załogi na pokład stacji nastąpiło po dwóch godzinach, o 10:55 UTC. Długie, dwudniowe podejście w miejsce sześciogodzinnego spowodowane było przełożeniem startu na wcześniejszy termin na prośbę NASA, która chciała uniknąć wzmożonej pracy centrum kontroli lotu w czasie świątecznym.
Dowódcą statku był odbywający swój trzeci lot na stację i posiadający w sumie roczne wcześniejsze doświadczenie w kosmosie pilot-inżynier i instruktor Anton Nikołajewicz Szkaplerow. Towarzyszyli mu debiutanci w podróżach pozaziemskich: lekarz z japońskiej marynarki wojennej Norishige Kanai oraz pilot oblatywacz z marynarki wojennej USA Scott Tingle. Wg materiałów NASA załoga miała przeprowadzić ok. 250 badań naukowych z dziedziny biologii, nauk o Ziemi, nauk o człowieku, fizycznych i rozwoju techniki.
Lądowanie odbyło się 3 czerwca 2018 w Kazachstanie, 147 km na południowy wschód od Żezkazganu.

## Załoga

### Podstawowa
- Anton Szkaplerow (3. lot) – dowódca (Rosja, Roskosmos)
- Scott Tingle (1. lot) – inżynier pokładowy (USA, NASA)
- Norishige Kanai (1. lot) – inżynier pokładowy (Japonia, JAXA)

### Rezerwowa
- Siergiej Prokopiew (1. lot) – dowódca (Rosja, Roskosmos)
- Alexander Gerst (2. lot) – inżynier pokładowy (Niemcy, ESA)
- Jeannette Epps (1. lot) – inżynier pokładowy (USA, NASA)

## Galeria

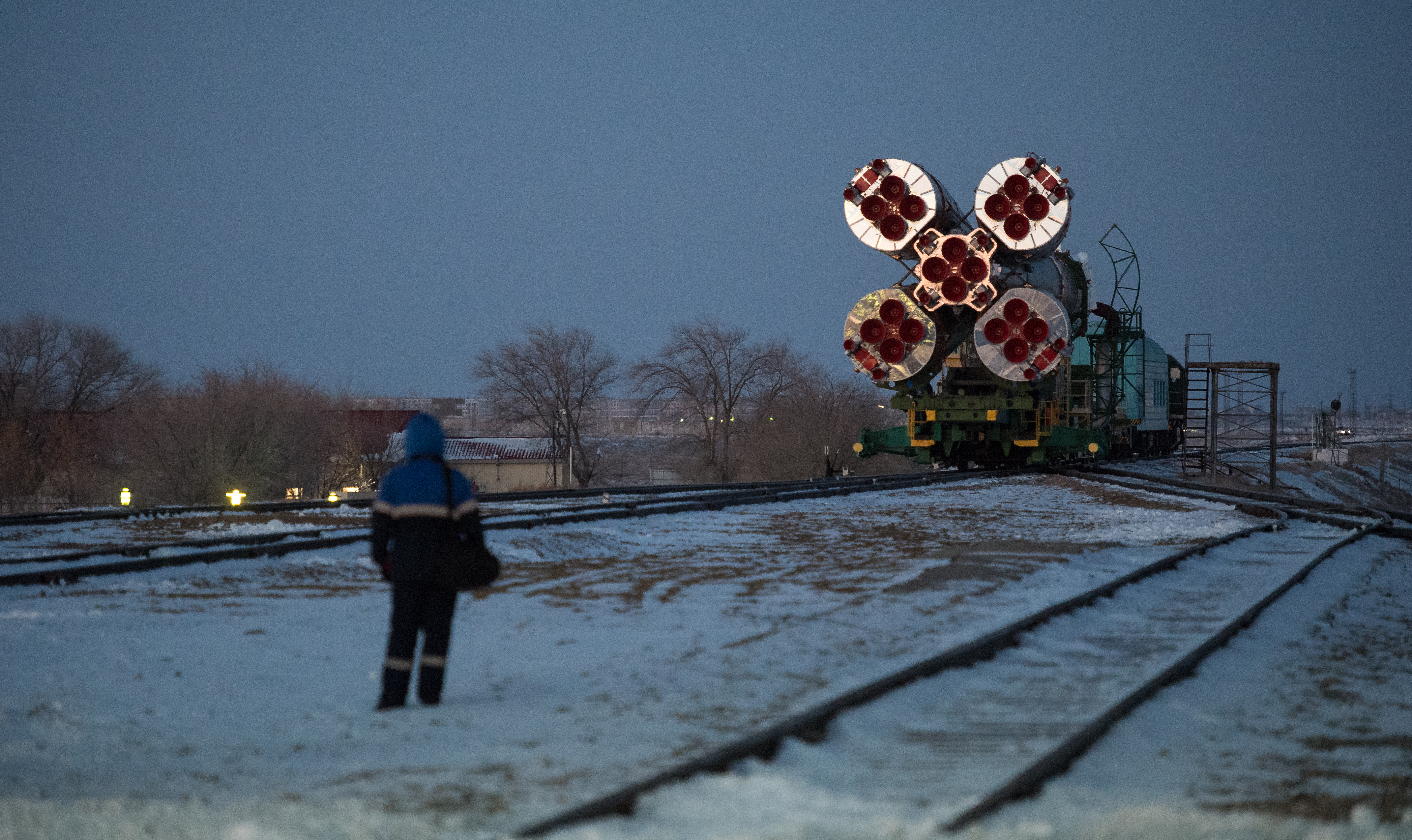
Transport rakiety na wyrzutnię (15.12.2017)
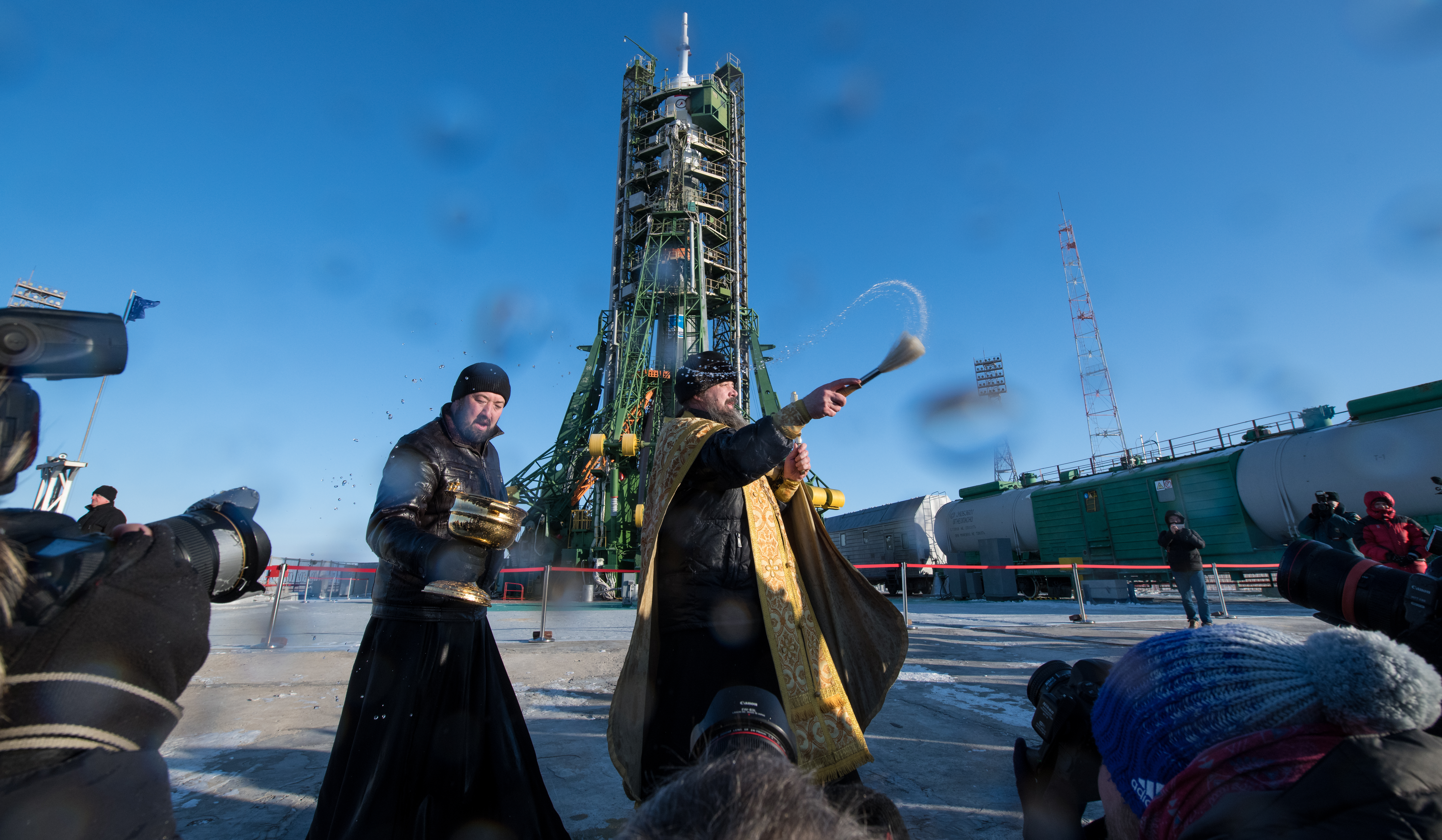
Błogosławieństwo (17.12.2017)
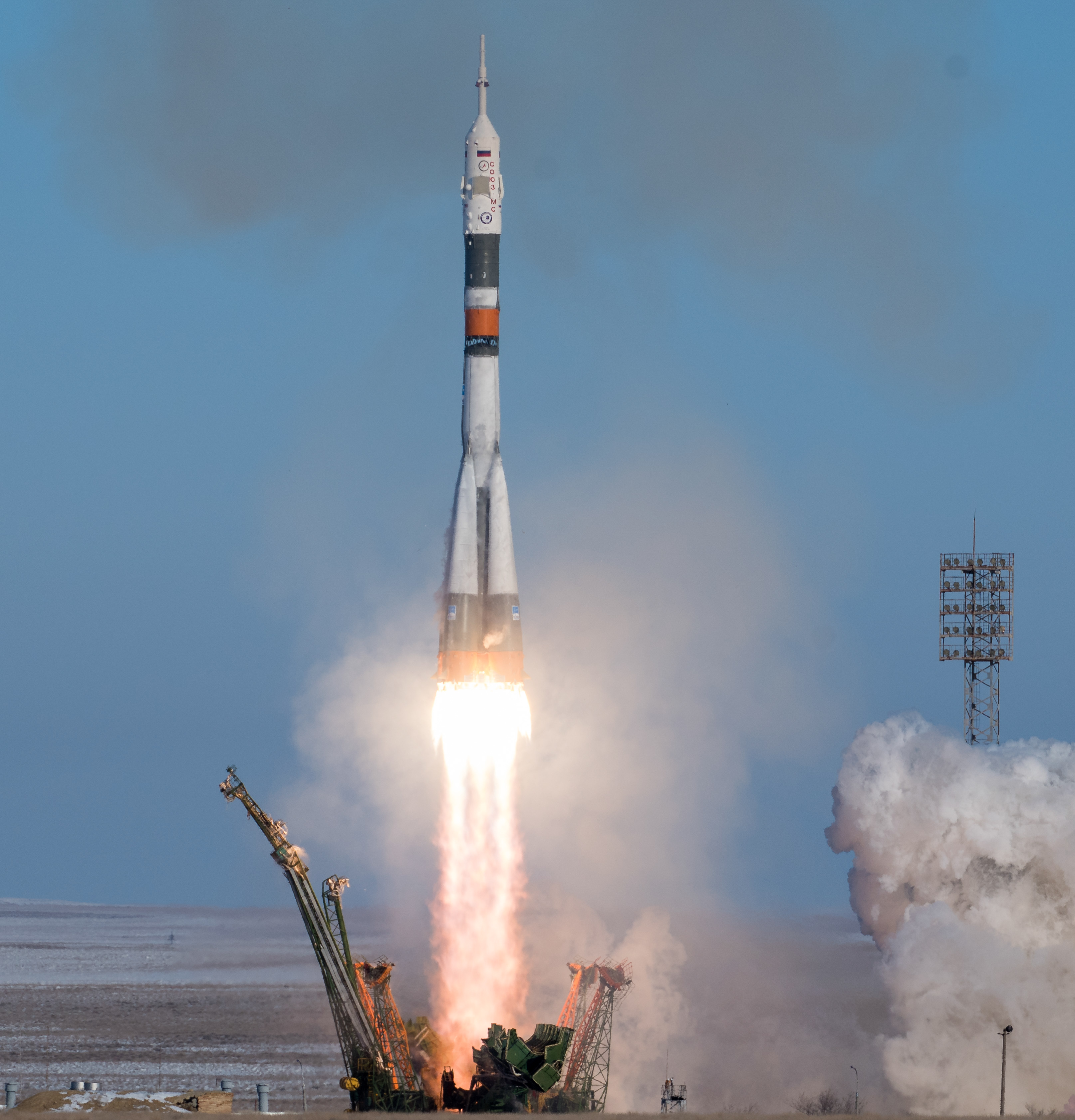
Start (17.12.2017)